# Бенувил (замък)
Замъкът Бенувил (на фр. Château de Bénouville) се намира в департамента Калвадос във Франция на около 13 км североизточно от Кан. Построен e по поръчка на маркиз дьо Ливри през 1769 г. През 1792 г. го купува един френски данъчен инспектор, но само 2 години по-късно е гилотиниран по време на Френската революция и замъкът е наследен от дъщеря му. Той остава притежание на потомците ѝ до 1927 г., когато става собственост на Генералния съвет на Калвадос и по негово решение в него е настанен родилен дом. През 1980 г. замъкът е реставриран и отворен за посетители (1990).